# Pichilemu (periódico)
Pichilemu, actualmente denominado PichilemuNews, es un periódico chileno, actualmente solo publicado en formato digital, editado en la localidad de Pichilemu. Apareció por primera vez en 1944 bajo la dirección de Carlos Rojas Pavez, secretario municipal y alcalde de Pichilemu entre 1967 y 1971. En 1985, Washington Saldías González adquiere los derechos del periódico y lo publica entre 1986 y 1990. En 1996 apareció su última edición impresa.
Saldías restauró la publicación del periódico en el año 2000, con el nombre de pichilemunews.

## Historia

### Edición impresa (1944-1996)
Carlos Rojas Pavez, secretario municipal de Pichilemu desde 1937, fundó el 31 de enero de 1944 el periódico Pichilemu. Seis días antes, el 25 de enero, Rojas había manifestado al gobernador del departamento de Santa Cruz su intención de publicar el periódico, con copia a la visitación de imprentas de la Biblioteca Nacional de Chile, siendo este el único requisito en el país. La primera edición fue distribuida por los lustrabotas y canillitas en las principales calles de la ciudad.
Solo se publicaron ocho ediciones del periódico en 1944. En septiembre de 1949, la novena y última edición fue publicada por Rojas.
En 1985, Carlos Rojas transfirió los derechos de publicación de Pichilemu a Washington Saldías González, quien publicó la décima edición del periódico el 31 de enero de 1986. Saldías publicó 28 nuevas ediciones entre 1986 y 1990. En octubre de 1996 circuló una última edición impresa, bajo la dirección del abogado Carlos Carmona Plá.

### Edición digital (2000-presente)
El 14 de enero de 2000 el entonces concejal de Pichilemu, Washington Saldías González, reinicia la publicación del periódico Pichilemu en formato digital, bajo el nuevo nombre pichilemunews o Pichilemu News. Es el primer periódico en línea de la Región de O'Higgins.
pichilemunews ha publicado artículos de Jorge Aravena Llanca, el historiador local Antonio Saldías González, la autora estadounidense Trudy Larkin Förster —quien tradujo algunos artículos al idioma inglés—, Val Wilcox del Pichilemu Institute of Language Studies (Instituto de Estudios Lingüísticos de Pichilemu) —también con colaboraciones en idioma inglés—, y Pierre Patrice —quien tradujo al idioma francés—.
Periódico independiente, Saldías también publica en pichilemunews material cultural y turístico relacionado con Pichilemu y la zona. pichilemunews principalmente cubre tópicos relacionados con esa ciudad y la provincia Cardenal Caro, aunque ocasionalmente publica noticias de temas nacionales e internacionales.
pichilemunews ha obtenido fondos estatales en dos ocasiones, al participar en el Fondo de Medios de Comunicación Social del Ministerio Secretaría General de Gobierno: en 2008, recibió financiamiento para el proyecto "Protagonistas pichileminos cuentan su historia"; y en 2009, con el proyecto "Pichilemu: así éramos ayer, así somos hoy".